# Ренессанс Холдинг
Ренессанс Холдинг (тур. Rönesans Holding) — турецкий холдинг, занимающийся строительством, инвестициями в недвижимость, энергетику и здравоохранение. Холдинг осуществляет свою деятельность в Турции, странах СНГ, Европы, Ближнего Востока и Северной Африки. Штаб-квартира компании расположена в Анкаре. Владелец компании — Эрман Ылыджак. Председатель совета директоров — Ипек Иладжак Каяалп.

## История
- Основан в 1993 году гражданином Турции Эрманом Ылыджаком в Санкт-Петербурге как «Renaissance Development»[4], до этого Ылыджак работал в компании Enka.
- В 2001 году холдинг начал инвестировать в недвижимость, в 2006 году основана фирма «Ренессанс-Недвижимость».
- В 2007 году было создано подразделение, занимающееся инвестициями в энергетику — «Ренессанс-Энергетика»

## Деятельность

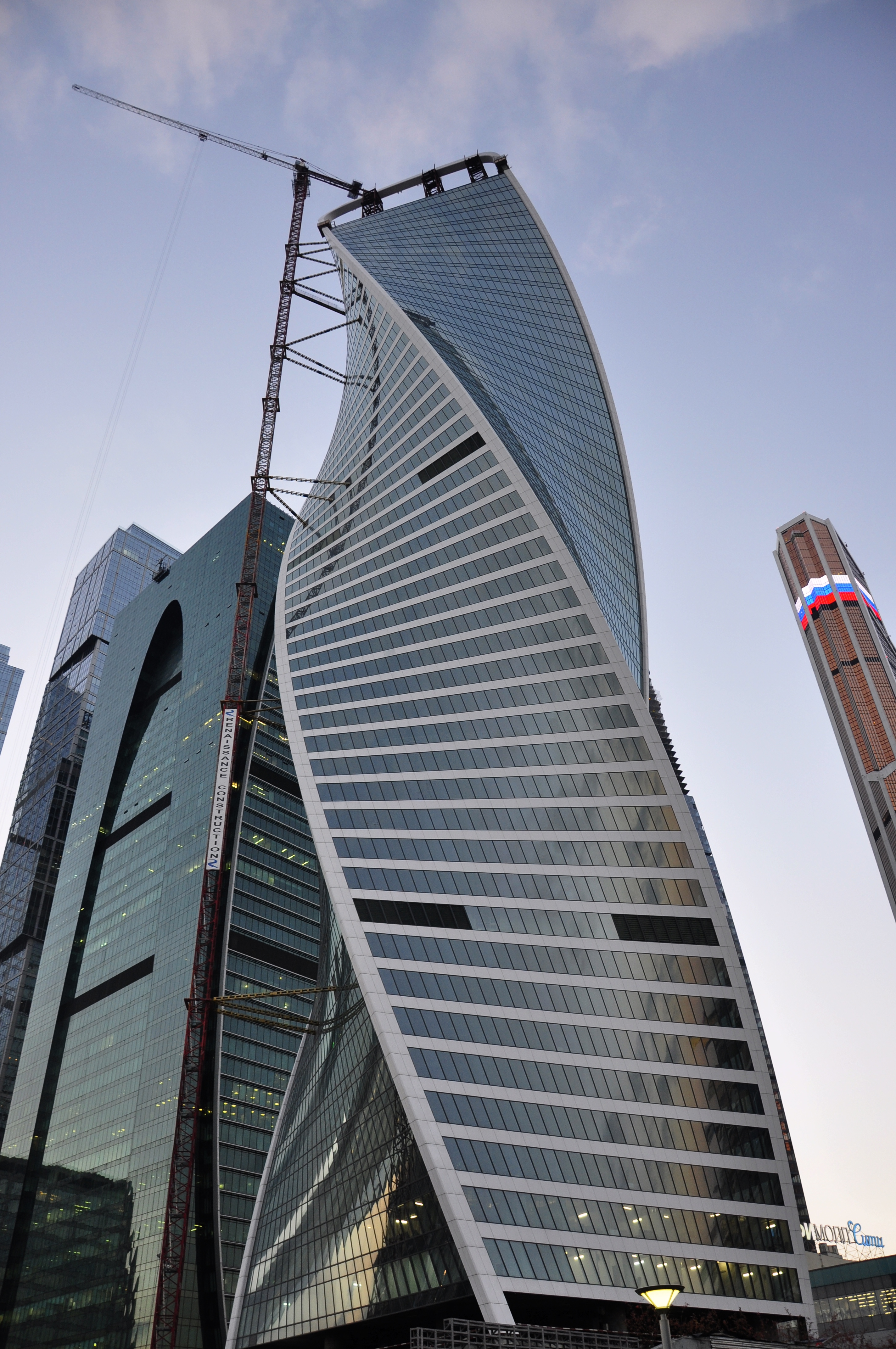
Evolution Tower в Москве

Rönesans Holding возводит торговые центры, офисы, гостиницы, жилые дома, композитные конструкции, заводы тяжелой промышленности, инфраструктурные объекты, завод легких металлических конструкций, фабрики, правительственные здания и энергетические объекты в качестве основного подрядчика или инвестора. 
По состоянию на 2016 год холдинг ведет бизнес в 21 стране мира (в т.ч. и в России, в 2024 г. покинул рынок). 
Общее число работников — около 40 тыс. человек.
В 2023 году оборот Ronesans вырос на 10 %, превысив 3 млрд евро; в 2024 году группа нацелена на оборот в 4,5 млрд евро. 
В 2024 году компания также намерена объявить IPO.